# Dorsum Guettard
Dorsum Guettard – grzbiet na powierzchni Księżyca  o długości około 40 km. Znajduje się na współrzędnych selenograficznych ☾ 10,0°N 18,0°W/10,000000 -18,000000. Dorsum Guettard znajduje się na obszarze Mare Cognitum.
Nazwa grzbietu została nadana w 1976 roku przez Międzynarodową Unię Astronomiczną i pochodzi od Jeana-Étienne'a Guettarda (1715–1786), francuskiego przyrodnika i mineraloga.